# Pseudopostega
Pseudopostega — род чешуекрылых насекомых из семейства опостегид.

## Описание
Гнатос с расширенной вершиной, поствинкулум отсутствует.

## Систематика
В составе рода:
- Pseudopostega auritella (Hübner, 1813)
- Pseudopostega chalcopepla (Walsingham, 1908)
- Pseudopostega crepusculella (Zeller, 1839)